# Por tijeríllas
Dans le monde de la tauromachie, la por tijeríllas ou tijeríllas (qui signifie « ciseaux » en espagnol), est une passe de cape très ancienne.

## Description
C'est une passe spectaculaire, quoique considérée comme sans difficulté. Le matador croise les avant-bras, puis les décroise au cours de la suerte, exécutant ainsi un mouvement de ciseaux d'où son nom. Elle permet d'exécuter à la suite des véroniques et des farols. Considérée comme sans valeur au XXe siècle, on la voit réapparaître au XXIe siècle en même temps que le premier tercio reprend de l'importance.

## Historique
On ne sait à qui attribuer l'invention de cette passe. Le matador Pepe Hillo précisait déjà une façon de l'exécuter assez peu claire dans son traité de tauromachie La Tauromachie ou l'art de toréer dans les plazas à pied comme à cheval : « Il faut envoyer le toro du côté droit et il faut mettre le bras gauche au-dessus, et vice-versa. »
Cayetano Sanz, Paquiro et El Salamanquíno l'exécutaient avec brio. Puis elle a été abandonnée jusque dans les années 1980, et reprise par Victor Mendes lors d'une corrida à Maracaibo (Venezuela) le 27 avril 1986.